# Stutentrine und Markgraf

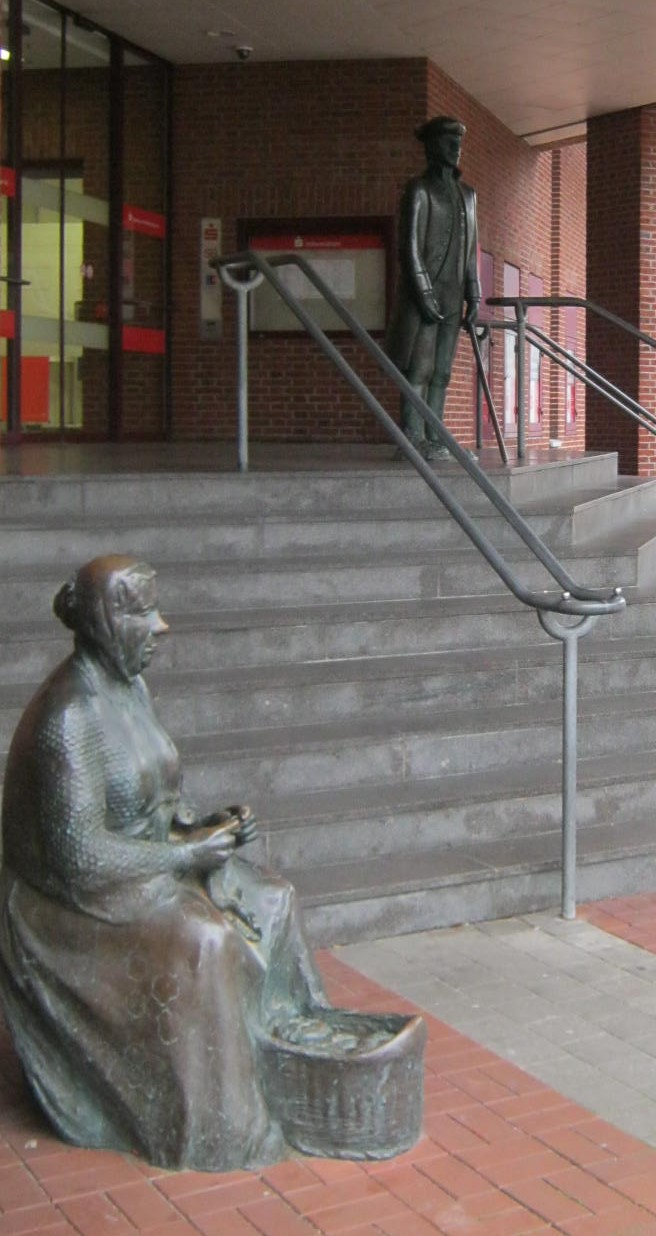
Stutentrine (vorne) und Markgraf (hinten neben dem Treppengeländer) als Bronzestatuen vor der Rendsburger Stadtsparkasse

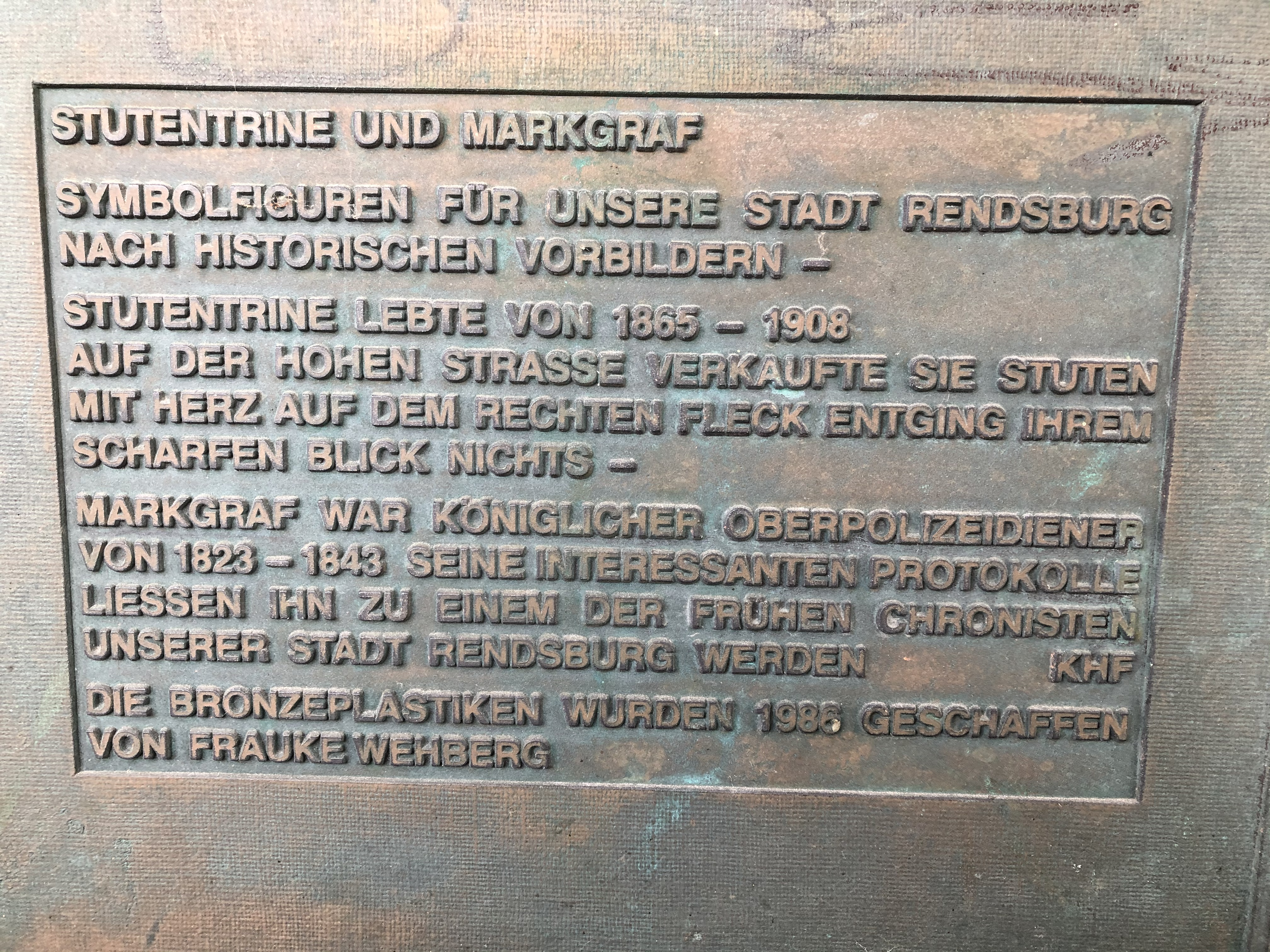
Informationstafel

Stutentrine und Markgraf sind das Symbolpaar der Stadt Rendsburg, das auf reale Personen aus der Geschichte der Stadt zurückgeht.

## Historische Personen
Die im Volksmund so genannte Stutentrine lebte von 1865 bis 1908 in Rendsburg und war eine prägende Marktbeschickerin auf dem dortigen Wochenmarkt. Typisch gekleidet mit einem Kopftuch und einem Umhang saß sie auf einem Hocker an der Ecke Hohe Straße/Mühlenstraße. In den Händen pflegte sie eine Handarbeit zu halten, trotzdem entging ihrer Aufmerksamkeit nichts. Sie hatte einen Korb mit Stuten (Weißbrote) dabei, die sie an die Wochenmarktbesucher verkaufte, nicht ohne ein geselliges Gespräch mit ihnen zu führen.
August Friedrich Markgraf wurde 1782 in Buttstädt bei Weimar geboren. In den Napoleonischen Kriegen stand er in wechselnden Diensten. Im Jahre 1805 kam er als Oberjäger zur Jägerkompanie des Infanterieregiments nach Rendsburg und blieb 18 Jahre lang Soldat, bis er 1823 im Alter von 41 Jahren Stadtpolizist wurde. Stets vornehm gekleidet in einer Uniform des Königlichen Polizeidieners, jedoch mit schmutzigen Stiefeln, stand er mit einem Holzknüppel auf Posten und beobachtete das Geschehen um ihn herum. In den beiden Jahrzehnten, die er in dieser Tätigkeit verblieb, schrieb Markgraf fast täglich seitenlange Berichte an den Bürgermeister über seine Beobachtungen und die Vergehen der Bürger. Dadurch wurde er unfreiwillig zu einem frühen Chronisten der Stadt Rendsburg. Etwa 2000 Seiten sind erhalten und vermitteln einen anschaulichen Einblick in das damalige Alltagsleben. Die Aufzeichnungen werden im Stadtarchiv verwahrt.
In den 1960er und 1970er Jahren griff die Schleswig-Holsteinische Landeszeitung die in Vergessenheit geratenen Symbolfiguren wieder auf und brachte sie durch Kolumnen einer breiteren Öffentlichkeit in Erinnerung. Seit 1986 werden Stutentrine und Markgraf durch Ehrenamtliche in historischen Kostümen verkörpert, um bei Veranstaltungen, wie zum Beispiel dem Rendsburger Herbst, dem Weihnachtsmarkt oder dem Neujahrsempfang, die Stadtgeschichte erfahrbar zu machen. Derzeit (Stand 2024) übernehmen Rita Ihrig und Jürgen Wiemer diese Repräsentationsaufgaben. Ihre Vorgänger waren Inge Fiehmann und Erwin Schimmer.

## Auszeichnungen
Am Röhlingsplatz 1 vor der Sparkasse Mittelholstein erinnern seit 1986 zwei Bronzestatuen der Bildhauerin Frauke Wehberg an Stutentrine und Markgraf.